# Casa de Castro
La casa de Castro es un linaje noble español, originario de la corona de Castilla, cuyo origen se encuentra probablemente en la villa de Castrojeriz, aunque también estuvo profundamente arraigado en el reino de Galicia. Hubo varios «adelantados mayores» de esta casa.

## Orígenes y breve historia
Existen varias teorías sobre su origen, una de las cuales situaría a la rama gallega de los Castro como descendientes del rey García de Galicia.  Sin embargo, Jaime de Salazar y Acha considera que el origen del linaje fue Fernando García de Hita, hijo del conde García Ordóñez y la infanta Urraca Garcés, hija legítima del rey García Sánchez III de Pamplona y de Estefanía.
Las vinculaciones de la familia de los Castro en la tierra de Juarros a lo largo del siglo XII, con anterioridad a la creación administrativa de la merindades menores, supuso su integración en la Merindad de Castrojeriz.
En tiempos de Gutierre Fernández (siglo XII), los Castro rivalizaban con otro gran linaje castellano, los Lara, pretendiendo la tutela de Alfonso VIII. 
La falta de herederos motivó que la línea de los Castro pasara a una rama lateral gallega. Esta rama se convirtió en la estirpe más poderosa de la nobleza de Galicia y una de las más poderosas de España. Tradicionalmente ligada al condado de Lemos, sus más ilustres representantes fueron el gran conde de Lemos Pedro Fernández de Castro y Andrade, VII conde de Lemos, y su tío el cardenal Rodrigo de Castro Osorio. En la primera rama, hay que destacar a Fernán Ruiz de Castro «toda la lealtad de España».
La rama entró en decadencia a causa de su falta de descendientes, pasando el condado de Lemos a engrosar los títulos de la casa de Alba. El escudo de la rama gallega de los Castro eran seis roeles de azur en campo de plata, los cuales a lo largo de la evolución del familia se fueron complementando con otros, como los lobos pasantes de la familia Osorio. La rama portuguesa, sin embargo, usó una variante que incluía doce roeles. Según Manuel Murguía, la saga de los Castro ligada al condado de Lemos fue una «dinastía real», y según Hermida Balado, el único linaje que pudo haber pergeñado en Galicia una dinastía de reyes.

La casa, y bien ancha, que hinche a Castilla,
También a Aragón, y allá a Portugal,
Es la de Castro, de Casa Real,
Que Nuño Laínez fundó su cuadrilla.
La cual en Galicia mejor se acaudilla
De aquella su Infanta tomando corona,
De donde provino la Casa de Arjona,
Que aquel Rey Don Juan quitó de su silla.
Licenciado Molina, «Descripción del Reino de Galicia», Mondoñedo: 1550.

«El linaje de los Castro es una casa semirreal. No existe en Galicia otra casa que ofrezca tantos parentescos con la realeza de España de la Edad Media». (Crespo Pozo)

.

## Miembros relevantes
- Fernando García de Hita. No utilizó nunca el apellido aunque se cree el fundador del linaje.
- Gutierre Fernández de Castro.
- Rodrigo Fernández de Castro "el Calvo".
- Gutierre Rodríguez de Castro
- Fernando Rodríguez de Castro "el Castellano" (1125-1185).
- Pedro Fernández de Castro "el Castellano" (f. 1214).
- Álvaro Pérez de Castro "el Castellano" (f. 1239), adelantado mayor.
- Fernando Rodríguez de Castro, adelantado mayor.
- Pedro Fernández de Castro "el de la Guerra" (f. 1342), adelantado mayor.
- Fernán Ruiz de Castro (m. 1375).